# Kap Morris Jesup
Kap Morris Jesup i Peary Land er opkaldt efter Morris Ketchum Jesup og er Grønlands nordligste "fastlands"-punkt og ligger ved den bjergrige nordkyst. Kun lidt nordligere ligger den lille ø Kaffeklubben. 
Kap Morris (83° 39' nordlig bredde og 33° 24' vestlig længde) ligger ca. 1.900 km fra den nordlige polarkreds og 708 km syd for Nordpolen. Fra Grønlands sydligste punkt, Kap Farvel, til det nordligste punkt, Kap Morris Jesup, er der ca. 2.650 km, dvs. en afstand som fra Skagen til Sahara.
Midnatsolen er væk den 6. september, og fem uger efter, den 12. oktober, kommer solen ikke mere op.
På stedet driver DMI den nordligste landbaserede vejrstation i verden. Området er ubeboet, og stationen er automatisk, men tilses af DMI's teknikerhold. Strømforsyningen sker fra et solcellepanel, og noget af energien oplagres på akkumulatorer, så driften er sikret også i mørketiden
Vejrstationen blev etableret i sommeren 1980 og har hver time døgnet rundt siden 2009 registreret vindens retning og hastighed, lufttemperaturen, luftfugtigheden og lufttrykket. Data bliver sendt videre via satellit og er sammen med over 30 andre stationer i Grønland med til at levere brikker til det puslespil, som danner grundlaget for en vejrprognose.
Om sommeren blomstrer bl.a. den rødlige Purpurstenbræk i tuer i nærheden af stationen. 
Havternen og Ismågen yngler på Jordens nordligste strand ved Kap Morris Jesup.

## Ekstern henvisning
- DMI Kap Morris Jesup Arkiveret 28. september 2020 hos  Wayback Machine

83°37′39″N 32°39′52″V / 83.6275°N 32.6644°V